# Cremastus flavomaculatus
Cremastus flavomaculatus är en stekelart som beskrevs av Dasch 1979. Cremastus flavomaculatus ingår i släktet Cremastus och familjen brokparasitsteklar. Inga underarter finns listade i Catalogue of Life.